# Marknesse

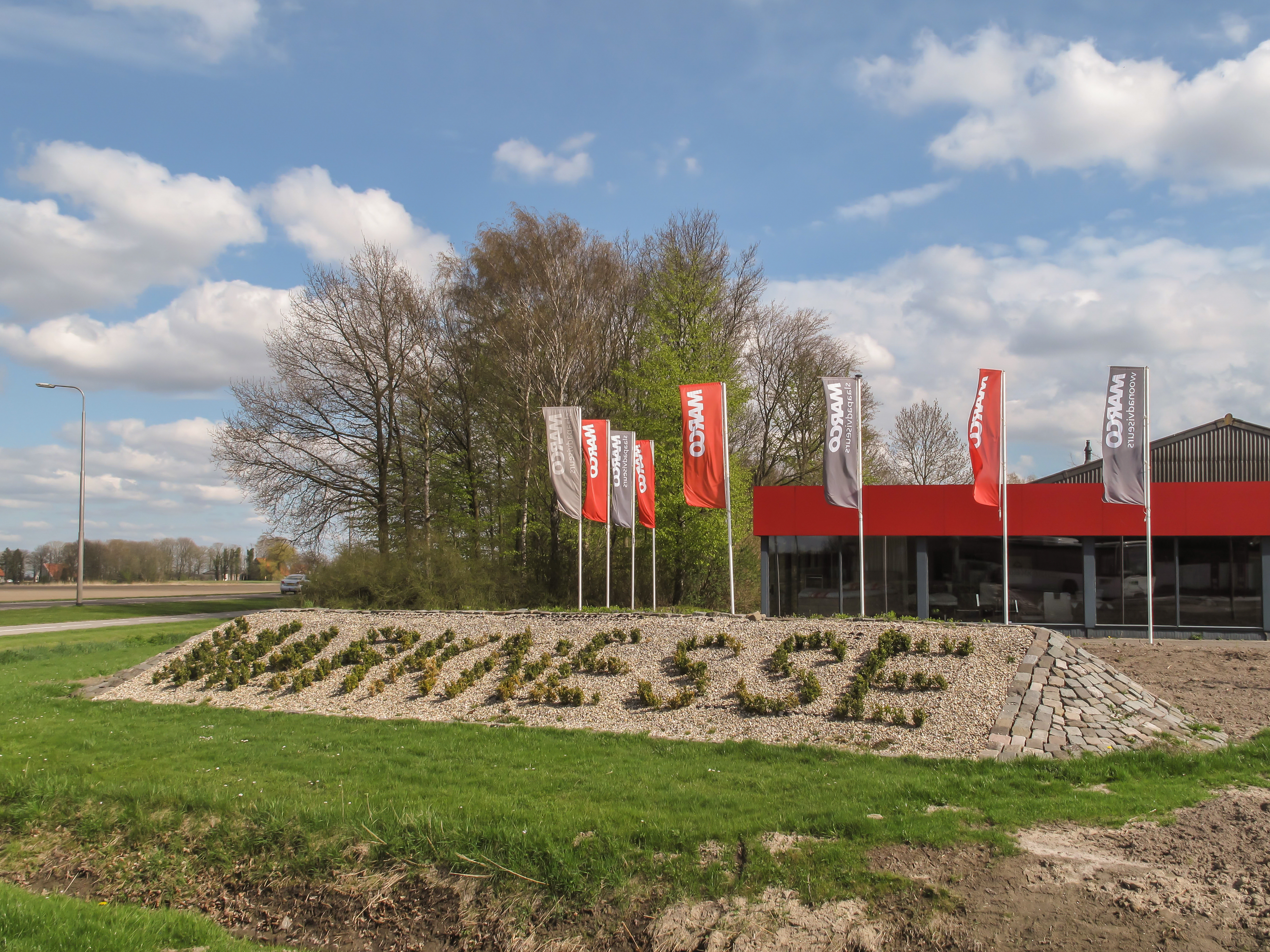
Marknesse in het groen

Marknesse is een dorp in de Nederlandse gemeente Noordoostpolder ten oosten van de hoofdplaats Emmeloord. De plaats telt 3.995 inwoners.

## Geschiedenis
Marknesse is in 1942 ontstaan als het barakkenkamp dorp B. Ten tijde van de Tweede Wereldoorlog was de Noordoostpolder drooggelegd. De Noordoostpolder werd ingericht voor de landbouw. Vele mannen meldden zich aan om hier te werken in plaats van in Duitsland. De Duitsers keurden dat goed omdat het verbouwde voedsel voor Duitsland was bestemd. In het barakkenkamp van "dorp B" sliepen de werklui.
In 1944 bij het bekendmaken van alle poldernamen is de naam van het barakkenkamp omgedoopt tot Marknesse. Het is afgeleid van Marcnesse of Maronesse, een dorp dat in de Middeleeuwen in de buurt van Urk en Schokland moet hebben gelegen. In 1948 begon de bouw van Marknesse, naar een ontwerp van de Directie van de Wieringermeer (Noordoostpolderwerken).

## Herkomst naam
Uitgangspunt voor de naamgeving van Marknesse was de ligging van het dorp tussen de twee polderafdelingen met een verschillend waterpeil. De uit 1132 daterende bezittingenlijst van het Staverse klooster St. Odulf, waarin Marknesse, gespeld als Marcnesse, voor het eerst genoemd wordt en waaraan men de naam van het dorp ontleend heeft, is een vervalsing uit de tweede helft van de dertiende eeuw. De precieze ligging van Marcnesse is onbekend; de kronieken spreken van 'omtrent Urk en Schokland'.
De naam bestaat uit twee delen: mark en nesse. Mark heeft als oorspronkelijke betekenis 'grens, grensgebied'. Daarvan zijn de overige betekenismogelijkheden afgeleid: 'water langs de grens, dan wel in het algemeen water', 'onverdeeld bezit, eventueel met inbegrip van de beherende organisatie' of een deel van een persoonsnaam, bijvoorbeeld de Germaanse naam Markward 'beschermer van de mark'. Voor dat laatste valt wel wat te zeggen, omdat namen met -nes vaker een persoonsnaam als eerste deel hebben. Nesse gaat terug op het Germaanse Nasja, met als betekenis 'landtong' (letterlijk: 'neus') en als afgeleide betekenis: 'buitendijks land, laag of moerassig land'.

## Ligging
Marknesse ligt bij de N-wegen N331, N333, N715 en N719. Het middelgrote dorp ligt vlak bij het ten noorden gelegen dorpje Luttelgeest. Verder in het oosten liggen Blokzijl en Vollenhove.

## Voorzieningen
Opvallend voor het dorpsplein zijn de noord-zuid lopende straten. Brede groene lanen kruisen de straten. In Marknesse zijn verschillende basisscholen, sportvelden, tennisbanen, een sporthal en een ijsbaan te vinden. Plaatselijke sportvereniging is SVM Marknesse dat vijf afdelingen voor diverse sporten heeft. Sinds 1992 is er een verzorgingshuis, de "Markehof". Het dorp heeft een aantal verenigingen en een dorpsvereniging, door wie ieder jaar een dorpsfeest wordt georganiseerd. Verschillende kerken getuigen van het religieuze leven in Marknesse, waaronder een reeds gesloopte gereformeerde kerk en een katholieke kerk, daterend uit 1956 en gebouwd door Antonius Vosman. Marknesse staat verder bekend om discotheek 'Chez'. Tot 2006 was de uitgaansgelegenheid gevestigd in het centrum, sinds 2008 staat er een nieuw complex op het industrieterrein. Het is de enige discotheek van de Noordoostpolder. Bij Marknesse bevindt zich een vestiging van het Nationaal Lucht- en Ruimtevaartlaboratorium, de Stichting Duits-Nederlandse Windtunnels en het Geomaticapark. Rond Marknesse zijn veel land- en tuinbouwbedrijven gevestigd.

## Verkeer en vervoer
Verbindingen met het dorp zijn de snelweg A6 tussen Lelystad en Joure en de autoweg N50 tussen Emmeloord en Kampen. Aan de rand van het dorp ligt het busstation. Bij dit busstation stoppen de volgende buslijnen:
| Lijn | Route | Vervoerder | Opmerkingen |
| ---- | --- | ---------- | ----------- |
| 71   | Zwolle - Hasselt - Zwartsluis - Heetveld - Sint Jansklooster - Vollenhove - Kraggenburg - Marknesse - Emmeloord | EBS        |             |
| 76   | Marknesse - Luttelgeest - Kuinre - Scherpenzeel - Ossenzijl - Oldemarkt                                         | EBS        |             |
| 214  | Lelystad - Nagele - Emmeloord - Marknesse - Blokzijl - Wetering - Scheerwolde - Steenwijk                       | EBS        |             |
| 675  | Kuinre → Luttelgeest → Marknesse → Emmeloord                                                                    | EBS        |             |

## Monumenten
- Lijst van rijksmonumenten in Marknesse
- Lijst van gemeentelijke monumenten in Marknesse

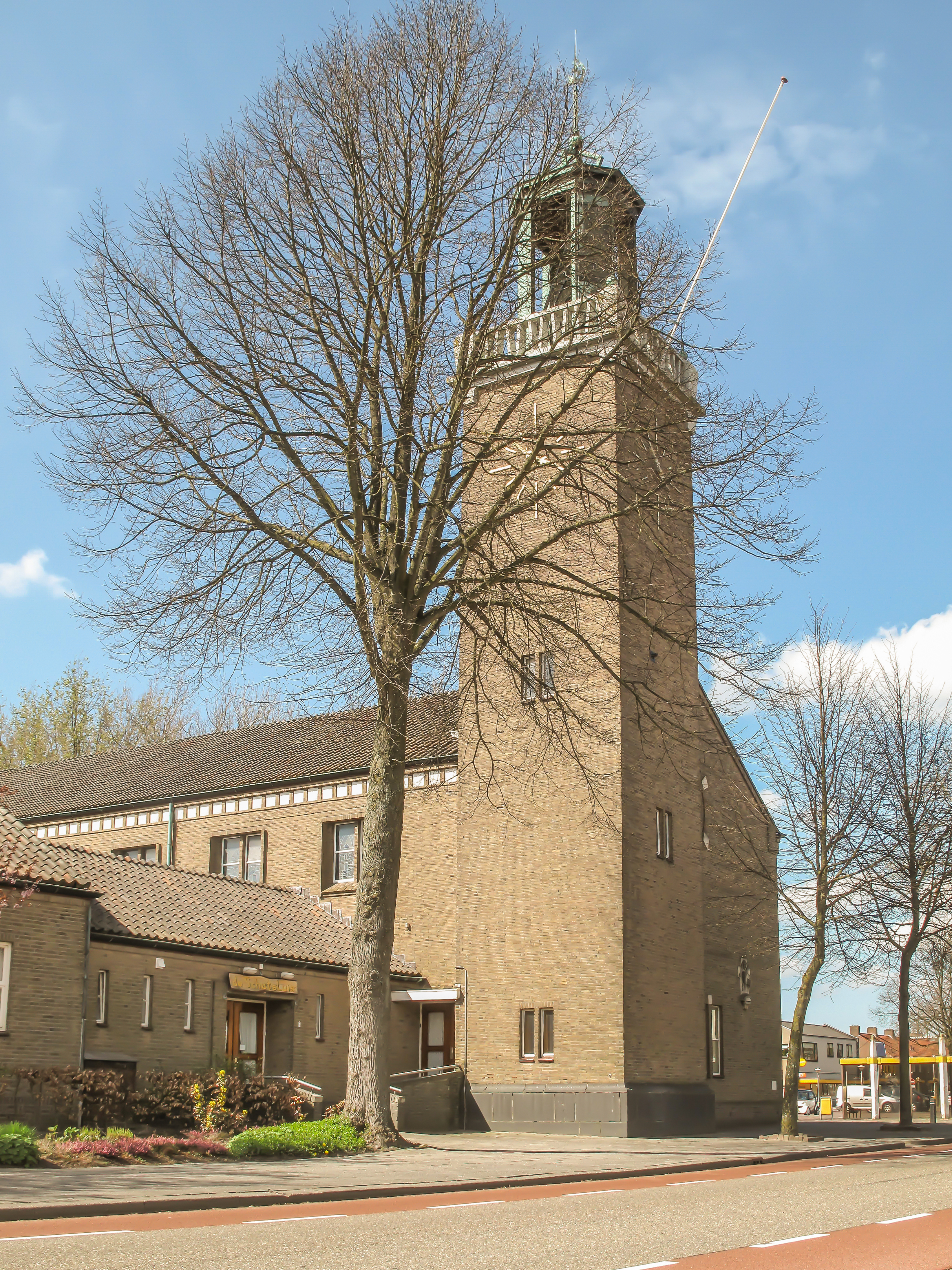
Marknesse, protestantse kerk

## Weerrecord
In maart 2005 kwam Marknesse in het nieuws door de koudste maart-nacht ooit gemeten in Nederland. In de nacht van 3 op 4 maart 2005 daalde de temperatuur bij het KNMI-meetstation Marknesse tot -20,7 graden. Dit is een verbetering van het record van 7 maart 1971, toen -18,7 graden werd gemeten in Wageningen. Volgens het KNMI was de kou in Marknesse het gevolg van de heldere hemel, het dikke pak sneeuw dat op 2 en 3 maart gevallen was en een bijna totale windstilte. De vorst richtte grote schade aan de plaatselijke fruitteelt. Bloemknoppen liepen onherstelbare schade op, zodat de vruchten niet tot ontwikkeling konden komen. In februari 2012 was het voor Nederlandse begrippen opnieuw extreem koud in Marknesse: de op 4 februari gemeten minimumtemperatuur van -22,8 °C was de laagste temperatuur in Nederland sinds 1985 en de koudste februarinacht sinds 1956. Amper een uur later werd het in Lelystad nog iets kouder, namelijk -22,9.

## Bekende Marknessenaren
- Tess van Bentem, voetbalspeelster
- Johan Hansma, voetballer
- René Paas, politicus
- Marleen Sanderse, politica
- Robin Veldman, voetbaltrainer

Hoofdplaats: Emmeloord

Dorpen: Bant · Creil · Ens · Espel · Kraggenburg · Luttelgeest · Marknesse · Nagele · Rutten · Schokland · Tollebeek

Buurtschappen: Ketelhoek · Schokkerhaven

Flevoland: Steden en dorpen      Nederland: Provincies · Gemeenten